# Boris Glinka
Boris Borisowicz Glinka (ros. Борис Борисович Глинка, ur. 14 września?/27 września 1914 w mieście Aleksandrow Dar, obecnie Krzywy Róg, zm. 11 maja 1967 w miejscowości Czkałowskij, obecnie część Szczołkowa) – radziecki lotnik wojskowy, Bohater Związku Radzieckiego (1943).

## Życiorys
Urodził się w ukraińskiej rodzinie robotniczej. Do 1928 skończył 7 klas szkoły, później pracował w kopalni w Krzywym Rogu, w 1934 ukończył technikum górnicze, a w 1936 aeroklub i szkołę lotników w Chersoniu i został lotnikiem-instruktorem. Od 31 grudnia 1939 służył w Armii Czerwonej, w 1940 skończył wojskową lotniczą szkołę pilotów w Odessie i został instruktorem, a w maju 1941 dowódcą klucza w wojskowej szkole lotniczej w Konotopie. Od 1940 należał do WKP(b), od czerwca do sierpnia 1941 uczestniczył w obronie przeciwlotniczej węzła kolejowego w Konotopie, później został ewakuowany na Północny Kaukaz, a od września 1942 wraz z bratem Dmitrijem służył w lotniczym pułku myśliwskim, początkowo jako dowódca klucza, od maja 1943 adiutant eskadry, od sierpnia 1943 zastępca dowódcy eskadry, od listopada 1943 dowódca eskadry, a od stycznia 1944 zastępca dowódcy pułku. W marcu 1943 wraz z pułkiem wszedł w skład Frontu Północno-Kaukaskiego, brał udział w walkach na Kubaniu wiosną 1943, później walczył na Froncie Południowym, 4, 2 i 1 Ukraińskim, uczestniczył m.in. w operacji miusskiej. W czerwcu 1944 został dowódcą 16 gwardyjskiego pułku lotnictwa myśliwskiego, w maju-czerwcu 1944 walczył w Rumunii (odniósł wówczas 1 zwycięstwo), później brał udział w operacji lwowsko-sandomierskiej (również 1 zwycięstwo), jednak latem 1944 został ranny i wycofany z frontu. Łącznie w latach 1943-1944 wykonał ponad 115 lotów bojowych i stoczył ok. 50 walk powietrznych, w których strącił osobiście 30 i w grupie 1 samolot wroga (wg innych danych 27 osobiście i 2 w grupie, a 2 samoloty uszkodził). Po wojnie był lotnikiem-inspektorem lotniczego korpusu myśliwskiego 2 Armii Powietrznej w Centralnej Grupie Wojsk, później w 1 Armii Powietrznej w Białoruskim Okręgu Wojskowym, w 1952 ukończył Akademię Wojskowo-Powietrzną i został zastępcą naczelnika wojskowej szkoły pilotów. Od lutego 1953 do sierpnia 1957 był zastępcą dowódcy dywizji lotniczej w 73 Armii Powietrznej, potem zastępcą naczelnika wojskowej szkoły pilotów w Borisoglebsku, od lutego 1961 pracował w Centrum Wyszkolenia Kosmonautów. 5 listopada 1951 otrzymał stopień pułkownika.

## Odznaczenia
- Złota Gwiazda Bohatera Związku Radzieckiego (24 maja 1943)[1]
- Order Lenina (24 maja 1943)
- Order Czerwonego Sztandaru (trzykrotnie - 5 kwietnia 1943, 24 kwietnia 1943 i 6 listopada 1943)
- Order Wojny Ojczyźnianej I klasy (31 maja 1946)
- Order Czerwonej Gwiazdy (30 grudnia 1956)
- Medal „Za zasługi bojowe”

I inne.